# Tony Martin (homme politique)
Pour les articles homonymes, voir Martin et Tony Martin.
Anthony A. (Tony) Martin (né le 31 août 1948 à Drogheda en Irlande) est un homme politique canadien. 

## Biographie
Il fut député à l'Assemblée législative de l'Ontario de 1990 à 2003, représentant la circonscription ontarienne de Sault Ste. Marie sous la bannière du Nouveau Parti démocratique de l'Ontario. 
En 2004 il est élu député à la Chambre des communes du Canada dans la même circonscription, sous la bannière du Nouveau Parti démocratique fédéral. Réélu en 2006 et en 2008, il fut défait par le conservateur Bryan Hayes en 2011.